# Anexaireta variicolor
Anexaireta variicolor är en tvåvingeart som först beskrevs av James 1975.  Anexaireta variicolor ingår i släktet Anexaireta och familjen vapenflugor. Inga underarter finns listade i Catalogue of Life.